# Dureté Vickers

Principe de la dureté Vickers.

La mesure de dureté Vickers se fait par application d'une force avec un indenteur normalisé en forme de pyramide en diamant, de base carrée et d'angle au sommet entre faces égal à 136°. L'empreinte que laisse le pénétrateur est utilisée pour calculer la dureté du matériau. La force et la durée de l'appui sont normalisées. Cette mesure est très utilisée en laboratoire pour sa précision, un peu moins dans les milieux de production où l'on préférera soit des méthodes plus rapides comme la dureté Rockwell soit qui ne demandent pas autant de soin dans la préparation de l'échantillon, comme la dureté Brinell.

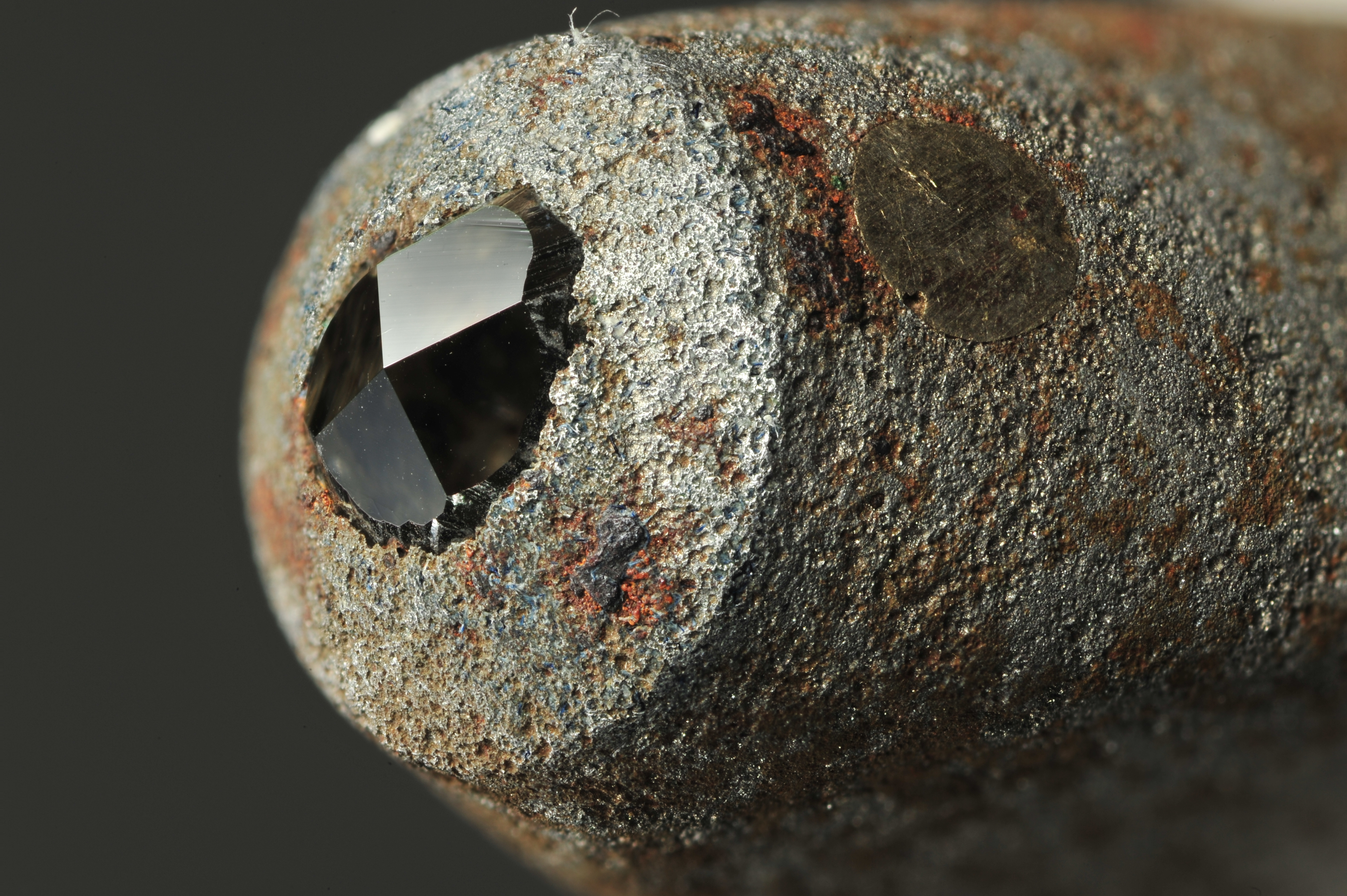
L'indenteur en diamant de forme pyramidale de 136°.

## Calcul
L'empreinte a la forme d'un carré. On mesure donc les deux diagonales d1 et d2 de ce carré à l'aide d'un appareil optique. On obtient la valeur d en effectuant la moyenne de d1 et d2. C'est d qui sera utilisé pour le calcul de la dureté.
| {\displaystyle HV={\frac {2F\cdot \sin({\frac {136^{\circ }}{2}})}{9.80665\cdot d^{2}}}\cong 0,1891\cdot {\frac {F}{d^{2}}}} | HV = Dureté Vickers [kgf mm-2] F = Force appliquée [N] d = Moyenne des diagonales de l'empreinte [mm] 9,80665 : facteur de conversion entre newton et kilogramme-force |

Le degré de dureté est souvent lu sur un abaque (une table) pour éviter de faire le calcul ; il y a un abaque par force d'appui.
Notons que la dureté est le rapport entre la force appliquée et une surface. Dans la dureté Vickers, cette surface n'est pas l'aire du carré de diagonale d1 et d2 , mais l'aire de contact entre l'indenteur en forme de pyramide et le matériau juste avant de retirer la force. C'est la raison pour laquelle on retrouve dans la formule du HV  l'angle entre deux faces de la pyramide (136°) qui permet de déduire cette aire depuis la longueur des diagonales.

## Normes
Internationales (ISO) et européennes (EN) :
- EN ISO 6507-1 : Matériaux métalliques - Essai de dureté Vickers - Partie 1 : Méthode d'essai
- EN ISO 6507-2 : Matériaux métalliques - Essai de dureté Vickers - Partie 2 : Vérification et étalonnage des machines d'essais
- EN ISO 6507-3 : Matériaux métalliques - Essai de dureté Vickers - Partie 3 : Étalonnage des blocs de référence
- EN ISO 6507-4 : Matériaux métalliques - Essai de dureté Vickers - Partie 4 : Tables des valeurs de duretés

Américaines (ASTM) :
- E92 (Métaux) :Standard Test Methods for Vickers Hardness and Knoop Hardness of Metallic Materials
- E384 (Métaux) : Standard Test Method for Microindentation Hardness of Materials
- C1327 (Céramiques) : Standard Test Method for VICKERS Indentation Hardness of Advanced Ceramics